# Hanna Śleszyńska

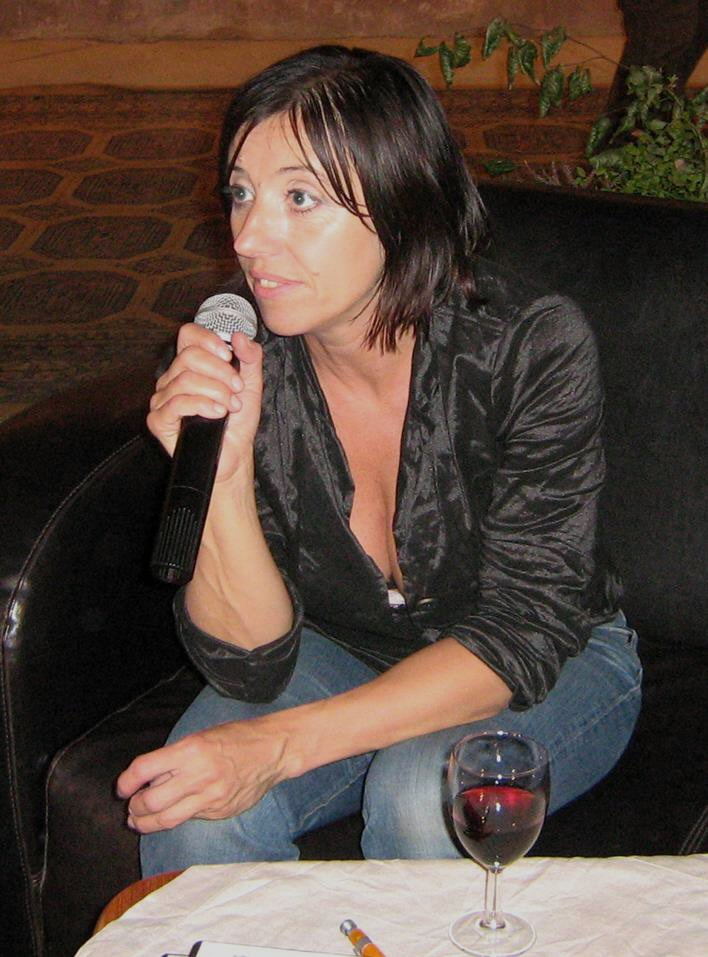
Hanna Śleszyńska (2007)

Hanna Śleszyńska (* 11. April 1959 in Warschau) ist eine polnische Schauspielerin.

## Biografie
Hanna Śleszyńska beendete 1982 ihr Schauspielstudium an der Aleksander-Zelwerowicz-Theaterakademie Warschau. Anschließend spielte sie mehrere Jahre Theater. Ihr Filmdebüt gab sie in der 1981 ausgestrahlten und von Krzysztof Nowak inszenierten Fernsehkomödie Lek przestrzeni an der Seite von Zbigniew Buczkowski und Jerzy Zygmunt Nowak. Dem deutschsprachigen Publikum wurde sie vor allen Dingen durch ihre Darstellung in der deutsch-polnischen Fernsehserie Das Geheimnis des Sagala und dem von Andrzej Maleszka inszenierten Abenteuerfilm Der magische Baum bekannt. 
Von 1988 bis 2001 war Śleszyńska mit dem polnischen Schauspieler Piotr Gąsowski liiert, mit dem sie einen gemeinsamen Sohn hat. Aus einer früheren Beziehung hat sie ebenfalls ein Kind.

## Filmografie (Auswahl)
- 1981: Lek przestrzeni
- 1997: Das Geheimnis des Sagala (Fernsehserie, eine Folge)
- 2009: Der magische Baum (Magiczne drzewo)